# Helmut Seebach
Helmut Seebach (* 17. August 1954 in Queichhambach) ist ein deutscher Volkskundler, Historiker und Kulturschaffender.

## Werdegang
Seebach legte sein Abitur an der Heimschule Annweiler am Trifels ab und studierte von 1975 an Germanistik Politikwissenschaften, Journalismus und Volkskunde an der Johannes Gutenberg-Universität Mainz.
Von 1982 bis 1985 war er Wissenschaftlicher Mitarbeiter am Institut für Geschichtliche Landeskunde der Johannes Gutenberg-Universität Mainz. 1983 gründete er den Bachstelz-Verlag. Seither betätigt er sich als Autor und Verleger zu sozial-, wirtschaftsgeschichtlichen, historischen und volkskundlichen Themen vornehmlich der Pfalz, zudem des Odenwalds und Bayerns.
Von 1985 bis 1994 war er als Journalist für EPF, ZDF, SWR  und SR (Hörfunk) sowie als freier Zeitungsjournalist und Medienpädagoge beim Landesfilmdienst Rheinland-Pfalz in Mainz tätig. Darüber hinaus wurde er Referatsleiter für Volkskunde des Studium Generale Palatinum der pfälzischen Volkshochschulen.
Daneben betätigt sich Seebach als Kulturschaffender mit mehreren Einrichtungen in seinem Heimatort Queichhambach: Erster öffentlicher Bücherschrank in der Pfalz, erster Literamat der Pfalz, Platz der Literatur sowie „Kulturscheune im Bachstelznest“.

## Werke (Auswahl)
Seebach hat mehr als 50 Bücher verfasst, darunter die meisten in seinem eigenen Bachstelz-Verlag. Das Verlagsprogramm ist auf eine analytisch-kritische Heimatbeschreibung der Pfalz ausgerichtet und umfasst neben zahlreichen Monographien mehrere Pfalzreihen:
- Von den Arschkerb bis zu den Zollbüchern: der Necknamen, Neckverse und Neckerzählungen der pfälzischen Dörfer, Städte und Landschaften, ein Beitrag. zur Volks- und Landeskunde der Pfalz, Karikaturen und Karton: Walter Bengel, Bachstelz-Verlag Seebach, Verlagsbuchhandlung für Pfalzliteratur,  Annweiler-Queichhambach 1983, ISBN 3-924115-01-7.
- Altes Handwerk und Gewerbe in der Pfalz (4 Bände).
- Alte Feste in der Pfalz (4 Bände).
- Beiträge zur Trifelsgeschichte (3 Hefte).
- Volkskundliche Beiträge zur Kulturgeschichte der Pfalz (4 Hefte).
- Zur Geschichte der Südpfalz (3 Bände).
- Schweiz – Pfalz – Pennsylvania. Ursprung und Werden von Pfalz und Pfälzern – eine kulturwissenschaftliche Grundlegung. Bachstelz, Mainz-Gonsenheim 2015, ISBN 978-3-924115-38-8.
- Die geheime Bildersprache des Pietismus. Christliches Leben zwischen Reformation und Inquisition. Fels- und Ritzzeichnungen – Volkskunst – Hausbau – Tracht. Bachstelz, Mainz-Gonsenheim 2016, ISBN 978-3-924115-39-5.
- Die Schweizer Reformation – eine transnationale Kulturströmung. Traditionswanderungen Alpen – Skandinavien. Zur Neuorientierung der europäischen Ethnologie. Bachstelz, Mainz-Gonsenheim 2017, ISBN 978-3-924115-40-1.

## Auszeichnungen
- 2003: Pamina Kulturpreis des europalz MundArt Germersheim e.V.
- 2004: Förderpreis für Heimatforschung des Bezirksverbandes der Pfalz.